# Miller’s Cove
Miller's Cove – miasto w Stanach Zjednoczonych, w stanie Teksas, w hrabstwie Titus.